# Liste der Kulturdenkmäler in Gleisweiler
In der Liste der Kulturdenkmäler in Gleisweiler sind alle Kulturdenkmäler der rheinland-pfälzischen Ortsgemeinde Gleisweiler aufgeführt. Grundlage ist die Denkmalliste des Landes Rheinland-Pfalz (Stand: 14. August 2023).

## Denkmalzonen
| Bezeichnung                         | Lage | Baujahr                 | Beschreibung | Bild            |
| ----------------------------------- | --- | ----------------------- | --- | --------------- |
| Denkmalzone Kurhaus Bad Gleisweiler | Badstraße 28 Lage | 1844                    | „Sonnentempel-Sanatorium“; spätklassizistische Hauptgebäude unter Walmdach, 1844 von Leo von Klenze, großer Landschaftsgarten mit Teich und exotischen Bäumen und Sträuchern in zwei Teilen, durch Brücke über öffentlichen Weg miteinander verbunden; Gartenpavillon (Sonnentempel) um 1780, von Landau (Brauerei Schneider, Königstraße/Kirchstraße) hierher versetzt; in halbkreisförmiger Säulenstellung südseitig geöffnet, obenauf Belvedere mit Attikabrüstung; weitere Gartenhäuser in Fachwerk aus dem 19. Jahrhundert und um 1910; Skulptur eines Mädchens am Brunnen bezeichnet MDCCCLIX | Fotos hochladen |
| Denkmalzone Ortskern                | Badstraße 1–4 und 6, Bergstraße 1–22 (ohne Nr. 8 und 12), Hauptstraße 3–25, Kirchstraße 1–12, Kronstraße 1–13 (ohne Nr. 10 und 12), Weinstraße 1, 3 und 5 Lage | 16. bis 18. Jahrhundert | weitgehend geschlossene historische Baustruktur mit malerischen Straßenbildern, Wohnhäuser vor allem des 16. bis 18. Jahrhunderts, oft Fachwerk; Hofanlagen häufig mit Torbögen, mit katholischer und protestantischer Kirche | Fotos hochladen |
| Denkmalzone Friedhof                | nordöstlich des Ortes an der L 507 Lage | 18. bis 20. Jahrhundert | Abschnitt der spätbarocken Friedhofsmauer entlang der Landstraße, um 1760/62 (1780–1820?); die Pfeiler des Eingangs gleich denen der Kirchhofmauer gestaltet, 1904 erweitert; zahlreiche Grabmäler des 18. und 19. Jahrhunderts: - Grabmal Elisabeth (1800–1871) und Heinrich (1875–1916) Unger (Bild), historisierende Sandsteinstele; - Grabmal J. G. Ellermann (1762–1822), protestantischer Kirchenältester und Bürgermeister, klassizistische Stele mit Urnenbekrönung; - Grabmal C. L. Johann von Barthelemy d’Hastel (1783–1856) (Bild), bezeichnet „KERN & KOLL LANDAU“, neugotische Stele über Treppe mit Wappen und Motto; - Grabmal Peter Ottenat (1800–1833), Pfarrer, klassizistisch, über Sandsteinkubus mit Inschriften und Reliefs große gußreiserne Urne (Bild) barockes Friedhofskreuz, 18. Jahrhundert, Kruzifix mit heiliger Maria Magdalena, geschweifter Tischsockel (Bild), wohl gleichzeitig Grabmal für den Schultheis Simon Fleischbein († 1784; Vater des Heidelberger Professors Heinrich Benedikt Fleischbein) und den Schöffen Heinrich Guthmann († 1779) | Fotos hochladen |

## Einzeldenkmäler
| Bezeichnung                         | Lage                                                                 | Baujahr                                    | Beschreibung | Bild                           |
| ----------------------------------- | -------------------------------------------------------------------- | ------------------------------------------ | --- | ------------------------------ |
| Prinz-Luitpold-Denkmal              | Badstraße Lage                                                       | 1911                                       | Rotsandsteinblock mit Reliefbildnis, bezeichnet 1911 | Fotos hochladen                |
| Protestantische Martin-Bucer-Kirche | Badstraße 5 Lage                                                     | 1954                                       | Sandsteinquaderbau, später Heimatstil, bezeichnet 1954, Portalgewände bezeichnet 1616; eingeschossiges Nebengebäude mit Renaissancespolien, bezeichnet 1594                                                                                      | weitere Bilder Fotos hochladen |
| Zehnthof und Pfarrhaus              | Badstraße 7 Lage                                                     | 1753                                       | ehemaliger kurpfälzischer Zehnthof und katholisches Pfarrhaus; barocke Dreiflügelanlage, 1753, Hofbaumeister S. Zeller | Fotos hochladen                |
| Haustür                             | Badstraße, an Nr. 11 Lage                                            | 1827                                       | Haustür, bezeichnet 1827 | Fotos hochladen                |
| Wohnhaus                            | Badstraße 24 Lage                                                    | 18. Jahrhundert                            | zweiteiliges, eingeschossiges Unterstallhaus, teilweise Fachwerk, wohl aus dem 18. Jahrhundert; Spolie, bezeichnet 1565 (Bild) | Fotos hochladen                |
| Wohnhaus                            | Badstraße 26 Lage                                                    | 18. Jahrhundert                            | barockes Unterstallhaus, wohl aus dem 18. Jahrhundert | Fotos hochladen                |
| Hofanlage                           | Bergstraße 4 Lage                                                    | 17. und 18. Jahrhundert                    | Hofanlage, 17. und 18. Jahrhundert; großes barocke Wohnhaus, 18. Jahrhundert; Renaissance-Torbogen, Nebenpforte bezeichnet 1619; Garten mit Stützmauer und barocker Pforte                                                                       | Fotos hochladen                |
| Hofanlage                           | Bergstraße 17 Lage                                                   | ab dem 17. Jahrhundert                     | Hofanlage, ab dem 17. Jahrhundert; eingeschossiges Wohnhaus über Hochkeller, bezeichnet 1616 | Fotos hochladen                |
| Rathaus                             | Hauptstraße 3 Lage                                                   | 1842                                       | ehemals herrschaftliches Wohnhaus; spätklassizistischer Mansardwalmdachbau, bezeichnet 1842 | Fotos hochladen                |
| Spolie                              | Hauptstraße, an Nr. 5 Lage                                           | um 1600                                    | Werkstein eines Renaissance-Torbogens, um 1600 | Fotos hochladen                |
| Hofanlage                           | Hauptstraße 7 Lage                                                   | 1755                                       | spätbarocke Hofanlage; Krüppelwalmdachbau, bezeichnet 1755, Torbogen bezeichnet 1763, mit Familienwappen Fleischbein und zugehöriger Erbauerinschrift; Elternhaus des Heidelberger Theologieprofessors Heinrich Benedikt Fleischbein (1747–1793) | Fotos hochladen                |
| Wohnhaus                            | Hauptstraße 9 Lage                                                   | 18. Jahrhundert                            | Wohnhaus, stattlicher barocker Walmdachbau, 18. Jahrhundert | Fotos hochladen                |
| Wohnhaus                            | Hauptstraße 14 Lage                                                  | 18. Jahrhundert                            | barockes Wohnhaus über Hochkeller, 18. Jahrhundert, Renaissance-Torbogen, um 1600 | Fotos hochladen                |
| Reliefstein                         | Hauptstraße, an Nr. 21 Lage                                          | 1787                                       | Reliefstein, bezeichnet 1787 | Fotos hochladen                |
| Katholische Pfarrkirche St. Stephan | Hauptstraße 22 Lage                                                  | ab dem 14. Jahrhundert                     | gotischer ehemaliger Chorturm, 14. Jahrhundert, spätbarocker Saalbau | weitere Bilder Fotos hochladen |
| Kruzifix und Grabmal                | Hauptstraße, bei Nr. 22 Lage                                         | ab 1763                                    | spätbarockes Steinkruzifix, bezeichnet 1763; Grabmal S. Fleischbein, Rokokokreuz, um 1784 | Fotos hochladen                |
| Hofanlage                           | Kirchstraße 2 Lage                                                   | 1596                                       | Hofanlage, 16. bis 19. Jahrhundert, mit eingeschossigem Fachwerkhaus über Hochkeller, bezeichnet 1596; bauliche Gesamtanlage | Fotos hochladen                |
| Wohnhaus                            | Kronstraße 2 Lage                                                    | 1728                                       | barockes Fachwerkwohnhaus über Hochkeller, bezeichnet 1728 | Fotos hochladen                |
| Wohnhaus                            | Kronstraße 6 Lage                                                    | um 1600                                    | barockes Fachwerkhaus, teilweise massiv, bezeichnet 1707 und 1708 (Bild), im Kern wohl um 1600 | Fotos hochladen                |
| Bildstock                           | nordöstlich des Ortes an der L 507 Lage                              | 16. oder 17. Jahrhundert                   | Bildstock; spätgotisch, wohl aus dem 16. oder 17. Jahrhundert | Fotos hochladen                |
| Sühnekreuze                         | nordöstlich des Ortes an der L 507, an der Grenze zu Burrweiler Lage | 16. Jahrhundert                            | Sühnekreuze; Sandstein, wohl aus dem 16. Jahrhundert | Fotos hochladen                |
| Mühle                               | südwestlich des Ortes (Hainbachtal 1) Lage                           | 18. oder erste Hälfte des 19. Jahrhunderts | ehemalige Mühle; geschlossene Anlage mit Torbau, 18. oder erste Hälfte des 19. Jahrhunderts | BW                             |
| Mühle                               | südwestlich des Ortes (Hainbachtal 3) Lage                           | Mitte des 19. Jahrhunderts                 | ehemalige (?) Mühle; spätklassizistischer Walmdachbau, Mitte des 19. Jahrhunderts | weitere Bilder Fotos hochladen |
| Walddusche                          | westlich des Ortes im Hainbachtal Lage                               | 1849                                       | Walddusche; Badeanlage, Kaltwasseranlage, 80 m lange Werkstein-Rinne, Sandsteinquader-Wasserbecken, 1849 | Fotos hochladen                |